# Elefántcsontpart világörökségi helyszínei
Elefántcsontpart területéről eddig öt helyszín került fel a világörökségi listára, két helyszín a javaslati listán várakozik a felvételre.
| | Nimba-hegy Természeti Rezervátum |
| Elefántcsontpart és Guinea közös világörökségi helyszíne |                                  |
| 1981, kiterjesztés:1982 |                                  |
| Veszélyeztetett világörökségi helyszínek listájára került: 1992 |                                  |
| Természeti (IX)(X) |                                  |
| Védett terület: 17 540 ha, hivatkozás: 155 |                                  |
| Az Elefántcsontpart és Guinea határán fekvő, a környező szavannák fölé magasodó Richard-Molard-hegy a két ország legmagasabb pontja és a 180 négyzetkilométeres rezervátum központja. A terület földrajzilag egyedülálló és mintegy kétszáznegyven endemikus fajnak ad otthont. A rezervátumot csaknem teljesen érintetlen erdő borítja, az alacsonyabb lejtőkön lombhullató fák találhatók, ezer méternél magasabban hegyvidéki erdők, míg a csúcs közelében hegyi szavanna terül el. A rezervátumban él a fokozottan veszélyeztetett Mount Nimba-varangy, az elevenszülő varangy, valamint csimpánzok, elefántok, bivalyok, antilopok, oroszlánok, hiénák és cerkófok. Az alacsonyabb területeket lápvidék borítja, ez keselyűk, kígyók, kétéltűek menedéke. A rezervátum élővilágát vasércbányászat fenyegeti, ezen kívül nagy kárt okoznak az elefántcsontparti menekültek is akik orvvadászattal foglalkoznak. Ennek következtében a rezervátum 1992-ben felkerült a veszélyeztetett világörökségi helyszínek listájára |                                  |

| | Tai Nemzeti Park |
| 1982 |                  |
| Természeti (VII)(X) |                  |
| Védett terület: 330 000 ha, hivatkozás: 195 |                  |
| A libériai határ közelében fekvő 3300 négyzetkilométer kiterjedésű nemzeti parkban található annak a hatalmas kiterjedésű őserdőnek az egyik utolsó darabja amely valamikor Ghána, Elefántcsontpart, Sierra Leone és Libéria legnagyobb részét borította. Ez Nyugat-Afrika legnagyobb összefüggő erdőterülete. Az őserdő lombtakarója szinte nem engedi át a fényt, vastag törzsű liános fái elérhetik az 50 méteres magasságot is. Az aljnövényzet alapján az erdő több részre osztható, északon és délkeleten kevesebb, míg délnyugaton a több tápanyagot tartalmaz a talaj. A terület dél felé kissé emelkedik és itt található a nemzeti park legcsapadékosabb és legtermékenyebb része. Az erdőben körülbelül 1300 növényfaj él, köztük páfrányok és tartógyökeres mangrovék is. Ezen kívül olyan kihaltnak hitt növényeket is azonosítottak, mint például az óriáskontyvirágok nemzetségének egyik tagja az Amorphophallus staudtii. A park állatvilága változatos, elefántok, törpe vízilovak, párducok, Antilopok, majmok (köztük csimpánzok) élnek itt. A madárfajok száma is jelentős, és a trópusi esőerdő számos olyan hüllőfajnak is otthont ad mint a karimás kaméleon és a zöld bozóti vipera. |                  |

| | Comoé Nemzeti Park |
| 1983 |                    |
| Veszélyeztetett világörökségi helyszínek listáján volt 2003 és 2017 között |                    |
| Természeti (IX)(X) |                    |
| Védett terület: 1 150 000 ha, hivatkozás: 227 |                    |
| A Comoé Nemzeti park Nyugat-Afrika legnagyobb védett övezete. Ez Elefántcsontpart legnagyobb és legváltozatosabb állatvilágával rendelkező rezervátuma, az erdő és a szavanna közötti átmenet egyik példája. Az ország északkeleti részén található és elég nagy kiterjedésű ahhoz, hogy az itt élő fajok ökológiai integritását biztosítsa. A 11 500 négyzetkilométeres nemzeti park a Comoé és a Volta folyók közötti területen fekszik, tengerszint feletti átlagos magassága néhány száz méter. A Comoé folyó körülbelül 230 kilométer hosszan halad át a rezervátumon, ennek köszönhetően a parknak olyan a növényzete, ami jellemzően csak sokkal délebbre, csapadékosabb vidéken fordulna elő. A folyó a száraz évszakban sem szárad ki. Az itteni élőhelyek változatosak, van köztük cserjés szavanna, trópusi esőerdő és galériaerdő is. Ennek köszönhetően a parkban többek között vízilovak, krokodilok, kafferbivalyok, varacskos disznók élnek. A déli, erdővel borított terület jellemző állatai az elefántok, valamint ragadozók, oroszlánok, párducok és hiénák. A rezervátum ezen kívül majmoknak és számos madárfajnak is otthont ad. A terület vadállományát orvvadászok fenyegetik, és komoly problémát okoz a haszonállatok legeltetése miatti élettér-csökkenés is, ezért a park 2003 és 2017 között a veszélyeztetett világörökségi helyszínek listáján volt. |                    |

| | Grand Bassam történelmi városa |
| 2012 |                                |
| Kulturális (III)(IV) |                                |
| Védett terület: 109,9 ha, puffer zóna: 552,4 ha, hivatkozás: 1322 |                                |
| Grand-Bassam volt Elefántcsontpart első gyarmati fővárosa, legfontosabb kikötője, kereskedelmi és közigazgatási központja. A világörökségi helyszín két részből áll, a történelmi városrészből, ami 19. század végén és a 20. század elején épült és N’zima halászfaluból. A várostervezés során külön negyedeket alakítottak ki kereskedelmi és adminisztrációs célokra, valamint a helyi lakosok és az európaiak lakóépületei számára. A tervezéskor növényzet is fontos szerepet játszott a település arculatának kialakításában. Az építkezések során igyekeztek az adott kor higiéniai követelményeinek megfelelni és alkalmazkodni a helyi klimatikus viszonyokhoz. Az épületek a városban a gyarmatosítók építészeti stílusát és módszereit tükrözik, a halászfaluban viszont a helyi bennszülött kultúra továbbélésének bizonyítékai. A Guineai-öböl mellett virágzó francia kereskedelmi központba az 1880-as és az 1950-es évek között Európából, a Közel-Keletről és Afrika többi részéről származó bevándorlók érkeztek. A városközpont épületeinek jelentős része jó állapotban maradt meg, néhányat azonban, főleg a középületeket már restaurálni kellett. |                                |

| | Szudáni stílusú mecsetek Elefántcsontpart északi részén |
| 2021 |                                                         |
| Kulturális (II)(IV) |                                                         |
| Védett terület: 0,1298 ha, puffer zóna: 2,3293 ha, hivatkozás: 1648 |                                                         |
| A Tengréla, Kouto, Sorobango, Samatiguila, Nambira, Kong és Kaouara településeken található nyolc, vályogtéglából épült kisméretű mecset jellegzetességei a kiálló gerendák, a függőleges támfalak rajtuk strucctojással vagy cserépedénnyel, és az elkeskenyedő minaretek. A mecsetek annak az építészeti stílusnak az újraértelmezései, ami a feltételezések szerint valamikor a 14. században alakult ki Dzsenné városában. Dzsenné akkoriban a Mali Birodalom része volt és a Szahara, valamint az Észak-Afrika közötti só-, illetve aranykereskedelemnek köszönhette gazdagságát. Ez az építészeti stílus főleg a 16. századtól kezdett terjedni a sivatagtól délre, miközben az épületek egyre alacsonyabbak lettek és támfalaik a nedvesebb időjárás miatt egyre vastagabbá váltak. Az országban álló húsz mecset közül a helyszínhez tartozó nyolc épület maradt meg a legjobb állapotban, a 20. század elején még több száz ilyen mecset állt. Ez a Nyugat-Afrika szavannás területeire jellemző szudáni stílusú építkezési mód a 17. és a 19. század között fejlődött igazán, amikor számos kereskedő és tudós hagyta el a Mali Birodalmat és költözött délebbre mialatt a transz-szaharai kereskedelmi útvonalakat egészen az erdős területekig terjesztették ki. Ezek az útvonalak segítették elő az iszlám terjedését, a helyszínhez tartozó épületek az iszlám építészetnek a helyi hagyományokkal való összeolvadásának bizonyítékai. |                                                         |

## Javasolt helyszínek
| Megnevezés                    | Kép | Típus      | Kritérium    | Év   | Link |
| ----------------------------- | --- | ---------- | ------------ | ---- | ---- |
| Ahouakro Régészeti Park       |     | Vegyes     | III, VI, VII | 2006 | 5087 |
| Ehotilé-szigetek Nemzeti Park |     | Természeti | --           | 2006 | 2099 |